# 伊邪那岐板块
伊邪那岐板块是一个大洋型的古板块，现在已经全部消减于北美洲板块之下。

## 名称
伊邪那岐板块之名来自日本神话中的开天辟地之祖伊邪那岐。该神的名称来自于古日语，在《古事记》中用汉字写为“伊邪那岐”，在《日本书纪》中则写作“伊奘诺”。中国学者因为多不谙日本文化，而把这一板块译为“伊佐奈木板块”“伊泽奈崎板块”“伊佐奈岐板块”等，均是错误的译名。

## 演化史
伊邪那岐板块在中生代之前已经存在。在侏罗纪时，它与古太平洋板块、法拉龙板块和菲尼克斯板块彼此远离，共同做放射性运动。伊邪那岐板块向西北方向运移，与欧亚板块发生俯冲，从而使中国大陆地区发生了燕山运动。这一俯冲作用还使日本中央构造线以西的地区（大致相当于“日本海側”地区）向北移动，在其东部边缘形成三波川变质带，在其西部边缘则形成阿武隈变质带，二者构成双变质带。
进入白垩纪，伊邪那岐板块与欧亚板块的俯冲作用减弱，转为以彼此走滑为主，但与北美洲板块的俯冲作用则加强，并在约95Ma的时候完全消减于北美洲板块的西北部之下。现在已经在白令海发现了属于伊邪那岐板块的残余碎块。之后，太平洋板块即代替伊邪那岐板块而和欧亚板块及北美洲板块西北部发生俯冲，使中国大陆大部发生华北运动，并使日本形成领家变质带。